# Blemiowie (plemię)
Blemiowie lub Blemmjowie (łac. Blemmyae) byli jednym z nomadycznych plemion nubijskich. Pojawiają się na kartach prac historyków rzymskich z okresu późnego imperium. Od końca I wieku napadali na rzymski Egipt. Pierwotnie zamieszkiwali górzyste tereny w pobliżu Pustyni Arabskiej, ale w wyniku podbojów w różnych okresach przez dłuższy czas kontrolowali część Górnej i Dolnej Nubii oraz Górny Egipt. Kilkukrotnie rozciągali też swoje panowanie na Dolny Egipt, ale nie były to trwałe zdobycze, jedynie krótkotrwałe okupacje. Są uznawani za  przodków współczesnego ludu Bedża. Przez ich tereny przechodził szlak handlowy łączący Egipt z wnętrzem Afryki. Handlowano tu wieloma egzotycznymi dobrami, takimi jak kość słoniowa, heban, mirra czy skóry lwów, żyraf i małp.
Mianem Blemmjów określa się fikcyjną rasę bezgłowych potworów, opisywaną przez Pliniusza. Ich twarze miały znajdować się na klatce piersiowej.

## Historia
Grecki geograf Strabon, opisuje Blemiów na przełomie er jako miłujące pokój plemię żyjące na Wschodniej Pustyni w okolicach Meroe. Końcówka I wieku n.e zweryfikuje te opisy negatywnie. Już wtedy bowiem zaczną oni napadać i okresowo okupować część ziem Egiptu. W II wieku zaczynają na większą skalę używać wielbłądów, co znacznie zwiększa ich mobilność i stopień zagrożenia dla osiadłych ludów. Poza najazdami na Egipt dokonywali również łupieskich najazdów na Meroe, przyczyniając się do jego upadku w IV wieku.
Rozwój ich kultury i potencjału militarnego zaczyna się w II wieku. W 197 Pescenniusz Niger proponuje ich królowi sojusz przeciwko swojemu kontrkandydatowi do cesarskiej purpury- Septymiuszowi Sewerowi. W połowie III wieku najeżdżają Egipt. Wprawdzie cesarzowi Decjuszowi udaje się ich pokonać, ale kosztowało go to wiele wysiłku. Kilka lat później, w 253 roku ponownie atakują Egipt, ale zostają odparci. W 265 roku zostają odparci przez prefekta Firmusa. Ten sam Firmus sprzymierza się z nimi gdy buntuje się przeciwko Lucjuszowi Domicjuszowi Aurelianowi. Rzymski generał Probus pokonuje Firmusa i jego sojuszników, ale nie potrafi zapobiec okupacji Teb przez Blemiów. W toku późniejszej kampanii Blemiowie zostają pokonani a ich armia niemal doszczętnie rozbita. Kolejny najazd na Egipt i okupacja Teb ma miejsce za czasów Dioklecjana, i tym razem jednak udaje się pokonać Nubijczyków.
Po upadku Meroe w IV wieku zaczyna się ich rywalizacja z Nobadami o opanowanie ziem tego królestwa w Dolnej Nubii. Obydwa państwa plemienne  znajdowały się pod ogromnym wpływem kultury i religii egipskiej. Widoczne były również wpływy rzymskie, zwłaszcza w administracji. Szybko też stały się terenem działania misjonarzy chrześcijańskich, która to religia szerzyła się zarówno w Egipcie jak i bliskiej im Etiopii. W przerwach między wojnami plemiennymi Nobadowie i Blemiowie wspólnie najeżdżali rzymski Egipt, lub zaciągali się do wojsk rzymskich.
Z okresem napadów z IV wieku związana jest opowieść o Świętym Szenute z Atripe. W czasie najazdów Blemiowie mieli pochwycić aż 20 000 jeńców. Mnich Szenute udał się do obozu Nubijczyków, aby prosić o uwolnienie swoich pobratymców. Wojownikom, którzy podnieśli na niego rękę, drętwiały kończyny. Gdy wódz Blemiów zobaczył cuda uczynione przez mnicha przeląkł się i zwrócił wolność pochwyconym Egipcjanom.
W drugiej ćwierci V wieku wraz z Nobadami najechali Górny Egipt. W 451 roku cesarz Marcjan rozpoczął kolejną kampanię w wyniku której całkowicie wyparł Blemiów z Górnego Egiptu. W 452 roku ich połączone z Nobadami siły zostały rozgromione przez wojska rzymskie. Rok później zawarto pokój na sto lat, który mimo iż był niekorzystny dla Nubijczyków, zapewniał im dostęp do szczególnie dla nich ważnego sanktuarium Izydy na wyspie File.
W drugiej połowie V wieku walki między Nobadami i Blemiami wybuchły na nowo. Tym razem jednak, osłabieni walkami z Rzymianami, Blemiowie nie reprezentowali porównywalnego potencjału co ich przeciwnik. Król Nobadów Silko zwyciężył ich i odebrał im terytoria między pierwszą a trzecią kataraktą, skazując ich na powrót na rdzenne ziemie Pustynni Arabskiej. Część Blemiów uciekła jednak na teren Egiptu, gdzie uzyskali autonomię w ramach rzymskiej prowincji.
Ożywiona działalność misyjna monofizyckiego kościoła etiopskiego i otoczenia cesarzowej Teodory sprawiły, że Nobadowie w 543 roku oficjalnie przyjęli chrześcijaństwo, oczywiście w duchu monofizyckim. Wydaje się, że duża część Blemiów, pozostawała poganami, mimo zamknięcia przez cesarza Justyniana I sanktuarium Izydy na wyspie File w 535 lub 538 roku.
Po podboju Egiptu przez wyznających islam Arabów w VII wieku byli poddawani nasilającym się wpływom arabskim. Osiedlanie się plemion arabskich i klęska w walkach prowadzonych w IX wieku sprawiła, iż proces ten przyśpieszył. Mimo znaczących postępów islamizacji i częściowej arabizacji kultury zachowali własny język. Dziś znani są jako lud Bedża.

## Kultura i religia
Blemiowie jako sąsiedzi Egiptu i królestwa Kusz poddani byli silnym wpływom kulturowym tych dwóch ośrodków cywilizacyjnych. Stanowiska archeologiczne na terenie ich dawnych fortec ukazują także wpływy kultury hellenistycznej i rzymskiej.
Najważniejszym bóstwem Blemiów bardzo długo pozostawała Izyda z jej ośrodkiem kultowym na File. Oprócz pomniejszych kultów bóstw egipskich Blemiowie czcili także Mandulisa, boga słońca. Występował on w ludzkiej postaci a jego kult przeniknął do Blemiów najprawdopodobniej przez kontakty z Nobadami. Czcili także bóstwo znane jako Ptiris.
W wyniku działalności mnichów różnych kościołów monofizyckich część społeczności przyjęła chrześcijaństwo i stała się członkami kościoła koptyjskiego. Poddani wpływom arabskim od VII wieku, ulegli islamizacji, przyjmując islam w wersji sufickiej.